# IDGAF
"IDGAF"는 두아 리파의 노래이다. 영국 싱글 차트 3위를 한 곡이며, 영국 축음기 협회(BPI) 인증 더블 플래티넘 등급을 받은 곡이다. 여러 명의 가수가 부른다. 이건 외부 음악 스트리밍 앱 앨범 표지에서도 볼 수 있는 두아 리파 외의 사람들으로 보인다. IDGAF 라이브 비디오에서도 얼굴을 볼 수 있다.